# Церковь Святого Евпла
Церковь Святого Евпла Архидиакона — уничтоженный московский храм в Мясницкой части, стоявший на участке Мясницкая улица, дом 9 — с середины XV века до 1926 года.

## История
Первая деревянная церковь появилась здесь, на углу нынешней Мясницкой и Милютинского переулка в 1471 году. Она была основана в память о мире с Великим Новгородом, заключенном великим князем московским Иваном III. В то время в этом районе Москвы находились поселения новгородцев. Мясницкая улица вплоть до XVIII века называлась Евпловкой. Каменный храм был построен в 1750—1753 годах по прошению вдовы генерал-майора Томилова и других прихожан. На её первом этаже был престол св. Евпла и придельный Михаила Архангела, а наверху — Троицкий.
В 1812 году церковь стала известной тем, что только в ней одной проходили службы во время оккупации Москвы Наполеоном. Как говорят архитекторы, это был «единственный образец памятника переходной эпохи, объединивший архитектурные приемы Петровского времени с западноевропейскими воздействиями» что, однако, не спасло церковь от сноса в 1926 году.
В 1925 году в журнале «Строительство Москвы» были помещены фотографии церкви с подписью: 

«Здесь по инициативе центрального правления государственного объединения машиностроительных заводов (ГОМЗ'ы) будет сооружен 9-этажный „Дворец трестов“». 

С 2007 года на месте пустыря, где был храм, начали возводить торгово-офисный центр. В настоящее время на территории, где располагалась церковь и близлежащие здания, находится корпус НИУ ВШЭ.